# Agoniates halecinus
Agoniates halecinus är en fiskart som beskrevs av Müller och Troschel, 1845. Agoniates halecinus ingår i släktet Agoniates och familjen Characidae. Inga underarter finns listade i Catalogue of Life.

## Bildgalleri

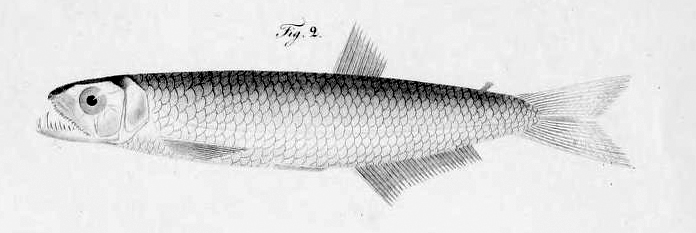